# Брезница (јужна)
Брезница је стари град, удаљен 20 km северозападно од Ниша. Данас је у рушевинама.